# 경양천
경양천(景陽川)은 광주광역시 동구 경양방죽에서 발원하여 북구 신안동에서 서방천으로 유입하는 하천으로, 현재 복개되어 주차장 등으로 쓰이고 있다. 광주역 앞을 지난다.

## 같이 보기
- 경양방죽